# Frederickus wilburi
Frederickus wilburi là một loài nhện trong họ Linyphiidae.
Loài này thuộc chi Frederickus. Frederickus wilburi được Levi & Herbert Walter Levi miêu tả năm 1955.